# Alte Kunsthalle (Düsseldorf)

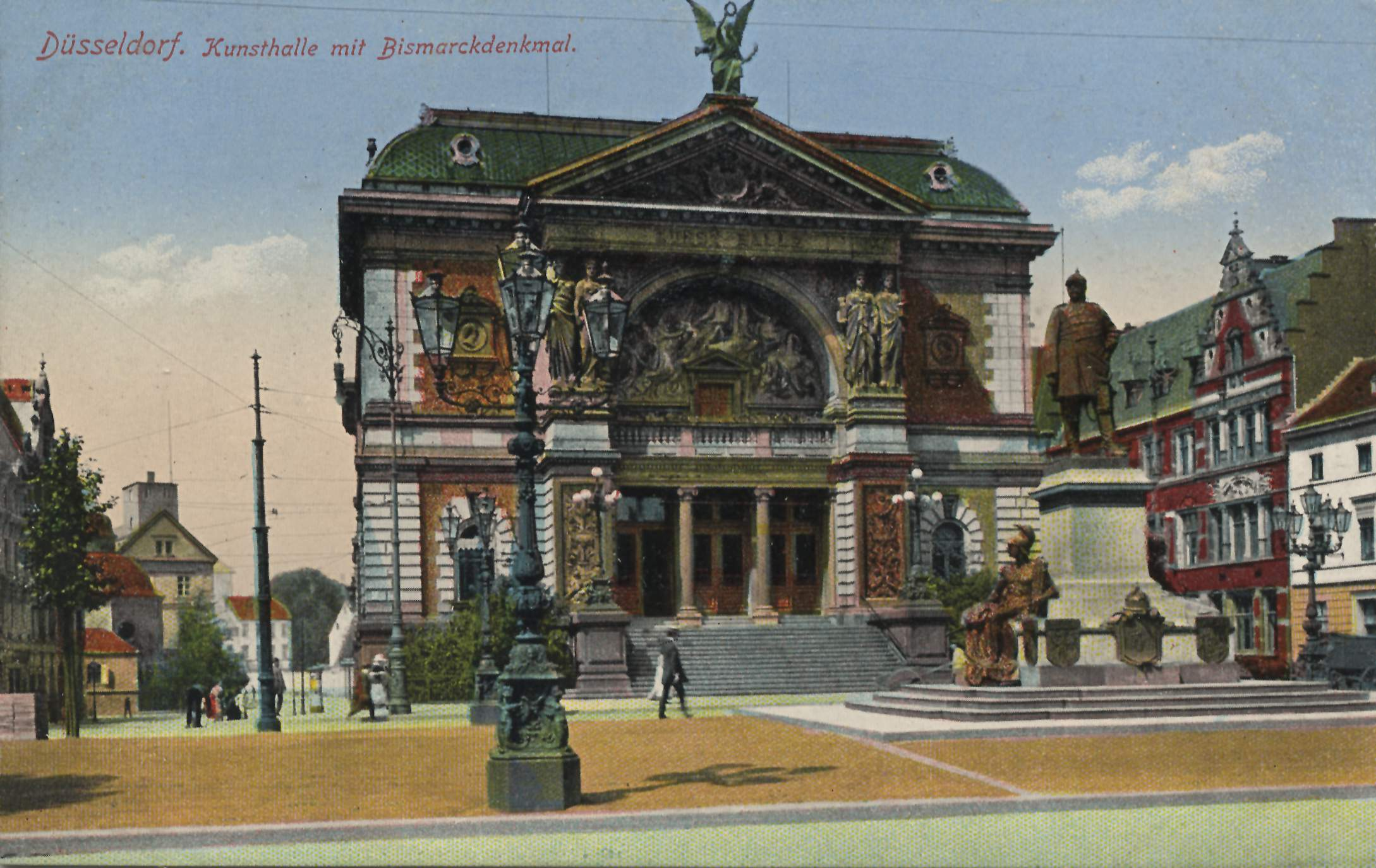
Triumphportal der Alten Kunsthalle in Düsseldorf, um 1900, davor das Bismarck-Denkmal (kolorierte Postkarte)

Die Alte Kunsthalle  in Düsseldorf wurde von 1878 bis 1881 errichtet. Während des Zweiten Weltkriegs wurde das Gebäude nur leicht beschädigt, so dass die Stadt Düsseldorf nach Kriegsende noch einige Ausstellungen dort veranstalten konnte. 1967 erfolgte der Abbruch und der Neubau der Kunsthalle Düsseldorf auf einem Grundstück auf der Südseite des heutigen Grabbeplatzes.

## Lage und Umgebung
Als Standort für die Kunsthalle war ein Gelände am östlichen Ende der Mühlenstraße, auf dem heutigen Grabbeplatz, vor der Alleestraße, der heutigen Heinrich-Heine-Allee, ausgewählt worden. Damals lag hier der Friedrichsplatz. Dieser Platz wurde ursprünglich Mühlenplatz und danach bis zu Beginn des 19. Jahrhunderts Paradeplatz genannt, weil seinerzeit die Düsseldorfer Garnison hier ihre Paraden durchführte.

## Baugeschichte
Seit 1846 hatte der Verein zur Errichtung einer Gemäldegalerie zu Düsseldorf etliche Bilder für den Aufbau einer städtischen Gemäldegalerie erworben. Diese Sammlung wuchs bis 1881 auf 51 Gemälde an und war zunächst in einem Raum der Tonhalle untergebracht. Zur Errichtung ihrer Kunsthalle, die neben Wechselausstellungen auch die städtische Kunstsammlung gebührend präsentieren sollte, schrieb die Stadt 1874 einen Wettbewerb und wiederum 1877 einen zweiten aus. Schließlich beauftragte sie die Architekten Ernst Giese und Paul Weidner mit dem Neubau, die bereits das damalige Stadttheater (heute Opernhaus) schräg gegenüber gebaut hatten. Von 1878 bis 1881 wurde der Bau errichtet und am 3. Juli 1881 mit einem historischen Kostümumzug des Künstlervereins Malkasten eingeweiht. Während des Zweiten Weltkriegs wurde das Gebäude schwer beschädigt, gleichwohl veranstaltete die Stadt Düsseldorf nach Kriegsende noch einige Ausstellungen. In der Nachkriegszeit wurde ein Wettbewerb für einen Wiederaufbau am historischen Standort ausgeschrieben. Die eingereichten Vorschläge wurden im Jahre 1960 jedoch zugunsten eines Vorentwurfs des städtischen Hochbauamts verworfen; man entschloss sich zum Abriss der Ruine, der 1967 erfolgte, und zum Neubau der Kunsthalle Düsseldorf auf einem Grundstück auf der Südseite des heutigen Grabbeplatzes.

## Baubeschreibung
Die Kunsthalle war ein rechteckiger, zweigeschossiger Baukörper, wobei die vordere Schmalfront die Hauptansichtsseite zur heutigen Heinrich-Heine-Allee bildete.

### Außenarchitektur
Die Schaufassade dominierte ein großes Triumphportal, das in seiner Form an einen Triumphbogen erinnerte. Dieser war kolossal gestaltet und nahm die halbe Breite der Front ein. Das Triumphportal gehörte dem spätklassizistischen Rundbogenstil an, der damals zu den „modernsten Tendenzen“ in Paris gehörte und über Dresden mit Gottfried Semper in Deutschland Eingang fand. Das Tympanon war mit dem Allianzwappen der Maler und der Stadt Düsseldorf geschmückt.

#### Albermann-Figuren
Die Pfeiler des Triumph-Portals trugen im oberen Teil vier Karyatidenfiguren von Wilhelm Albermann, die Musik und Malerei bzw. Skulptur und Architektur verkörperten. Die vier Meter hohen Figuren stützten einen Architrav, auf dem ein großer Dreiecksgiebel ruhte. Das Triumphportal mit den Karyatidenpaaren und die gewölbte Dachform folgten dem Vorbild der Erweiterungsbauten des Louvre in Paris – Pavillon Sully (Palais de l’Horloge).

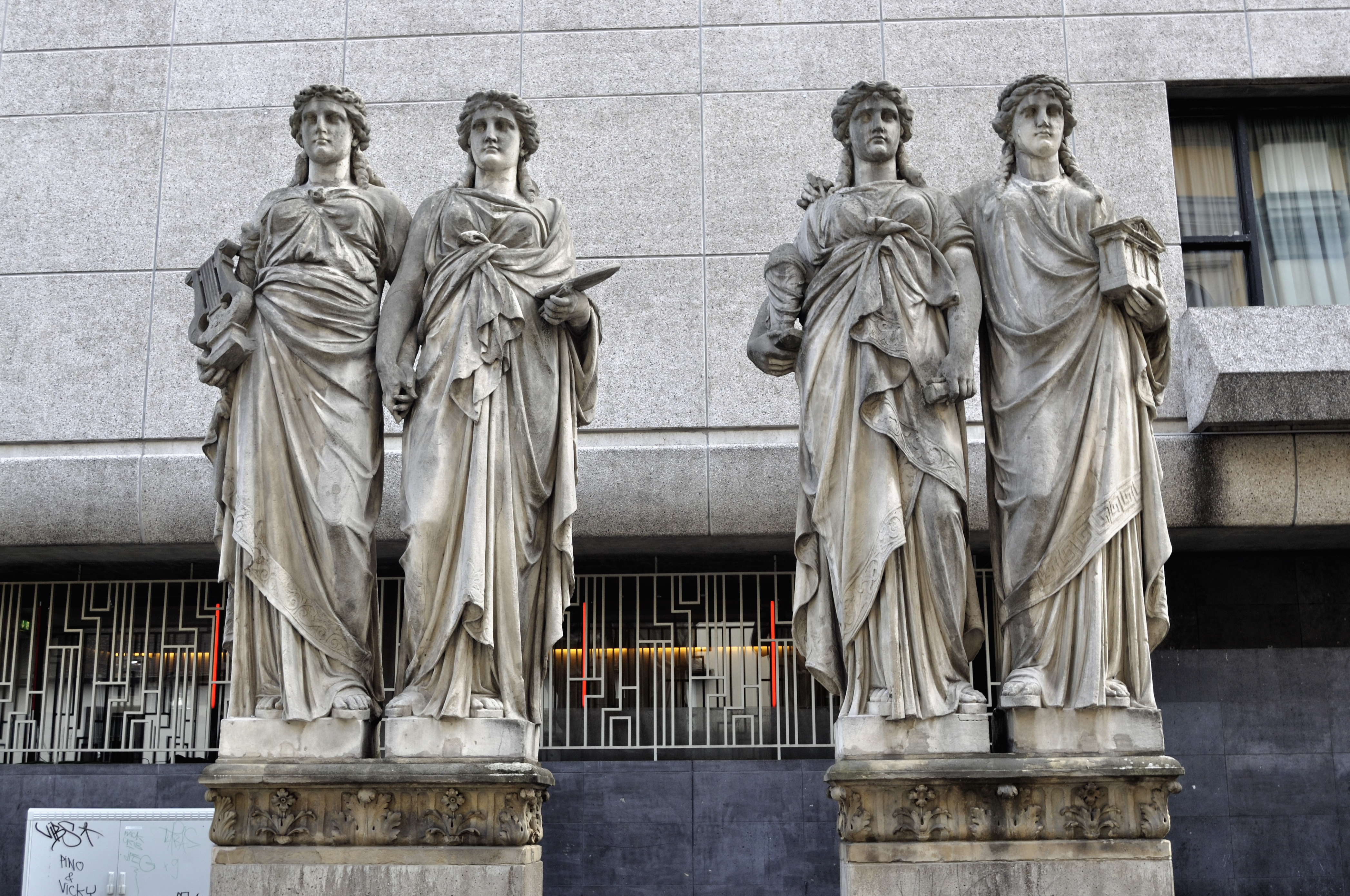
Die klassizistischen Karyatidefiguren, 1880/81 von Wilhelm Albermann, blieben erhalten.
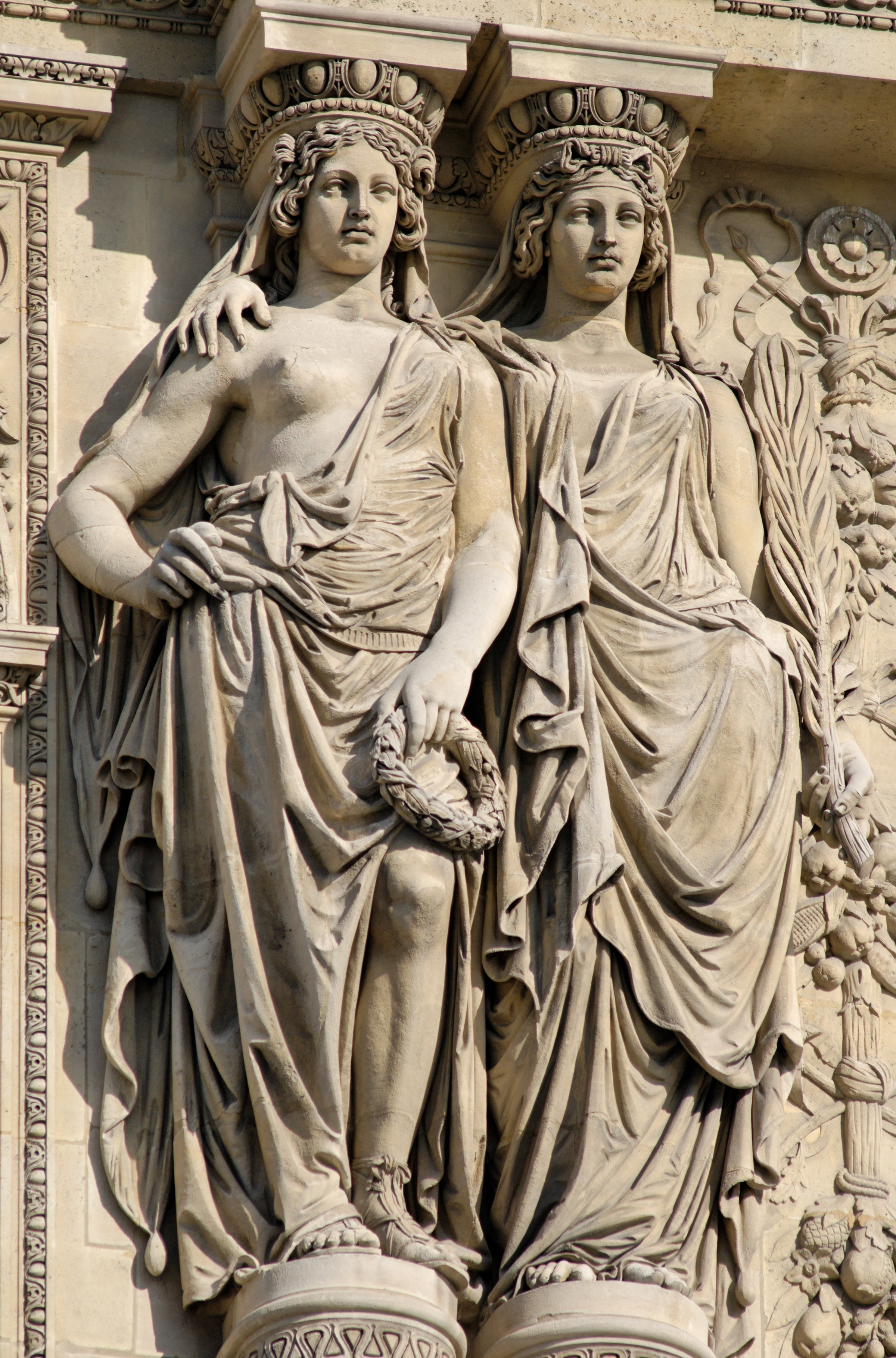
Vorbild für die Düsseldorfer Figuren waren die Figuren des Pavillon Sully (de l’Horloge), Louvre.

#### Hilgers-Figur
Auf dem Giebel stand eine im Zinkguss-Verfahren erstellte fünf Meter hohe Figur von Karl Hilgers: „Genius der Kunst“ oder „Victoria“ – eine Art geflügelter Schutzengel der Talente. Die männliche Figur trug in seiner erhobenen rechten Hand den Lorbeerkranz zu Ehren der Kunst. In der linken Hand trug die Figur eine Fackel mit der ewigen Flamme, die den Wunsch nach nie erlöschender Schaffenskraft darstellte. Die Giebelfigur überstand den Bombenangriffen. Im Juni 1947 wurde das Amt für Denkmalpflege gebeten, die Figur aus Sicherheitsgründen zu entfernen. Danach verloren sich ihre Spuren. 

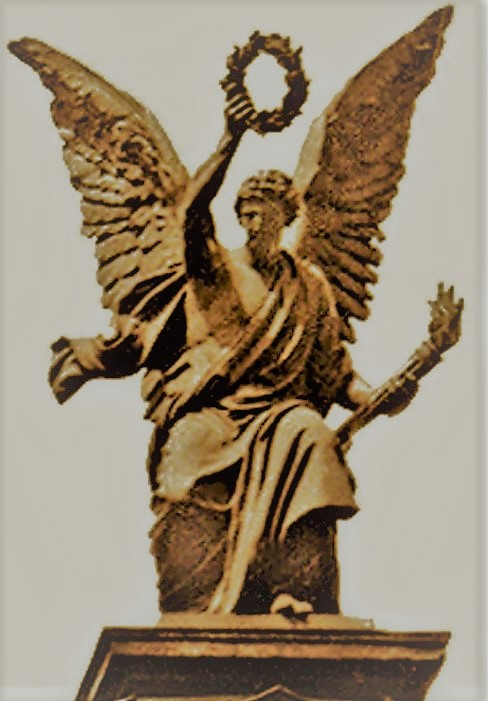
Figur von Karl Hilgers „Genius der Kunst“.

#### Andere Figuren
Figuren, die nach dem Abbruch der alten Kunsthalle im Stadtbild aufgestellt wurden, waren die im Jahre 1907 geschaffene Figur Eine Mutter des Bildhauers Franz Dorrenbach (1870–1943) im Malkastenpark oder die 1921 geschaffene Figur Anselm Feuerbach des Bildhauers Reinholf Felderhoff im Volksgarten/Kruppstraße.

#### Roeber-Mosaik
Die Bogenlünette zierte das von Fritz Roeber entworfene und von der Firma Antonio Salviati in Venedig ausgeführte Mosaik „Der Triumph der Wahrheit“ (nach anderer Quelle: „Die Wahrheit als Grundlage aller Kunst“ auch „Veritate Arti“). Bei den Bombenangriffen im Zweiten Weltkrieg wurde das Mosaik nicht beschädigt. Beim Abbruch des alten Kunsthalle im Jahre 1959 wurde das riesige Wand-Mosaik abgenommen und als Fragmente, auf Stoffbahnen applizierte Teilstücke, segmentweise in Kisten verpackt und im Depot des Kunstmuseums gelagert. 1994 wurden die Segmente von Restauratoren untersucht und als „insgesamt fragil“ bezeichnet.

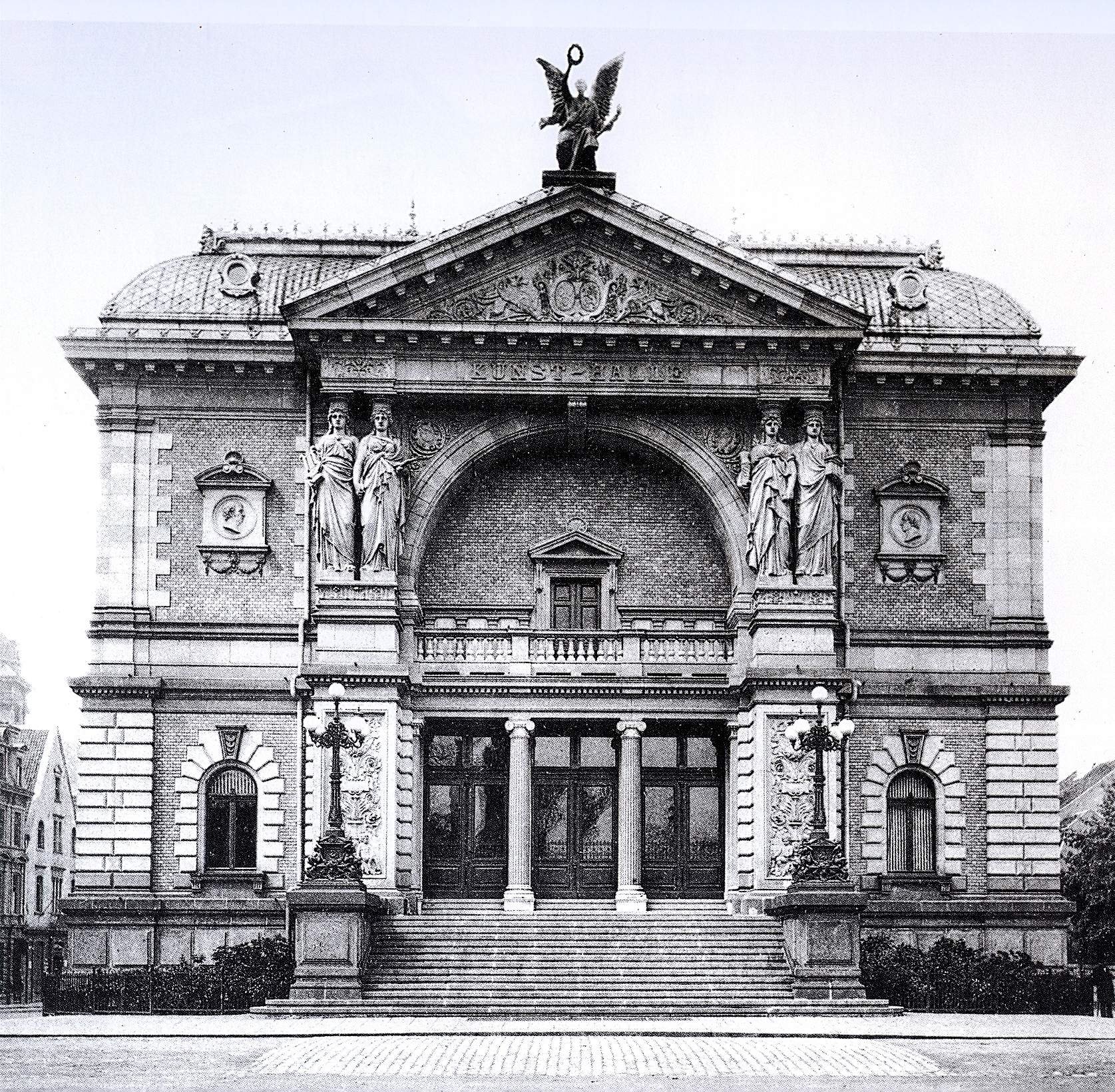
Bogenlünette noch ohne Roeber-Mosaik
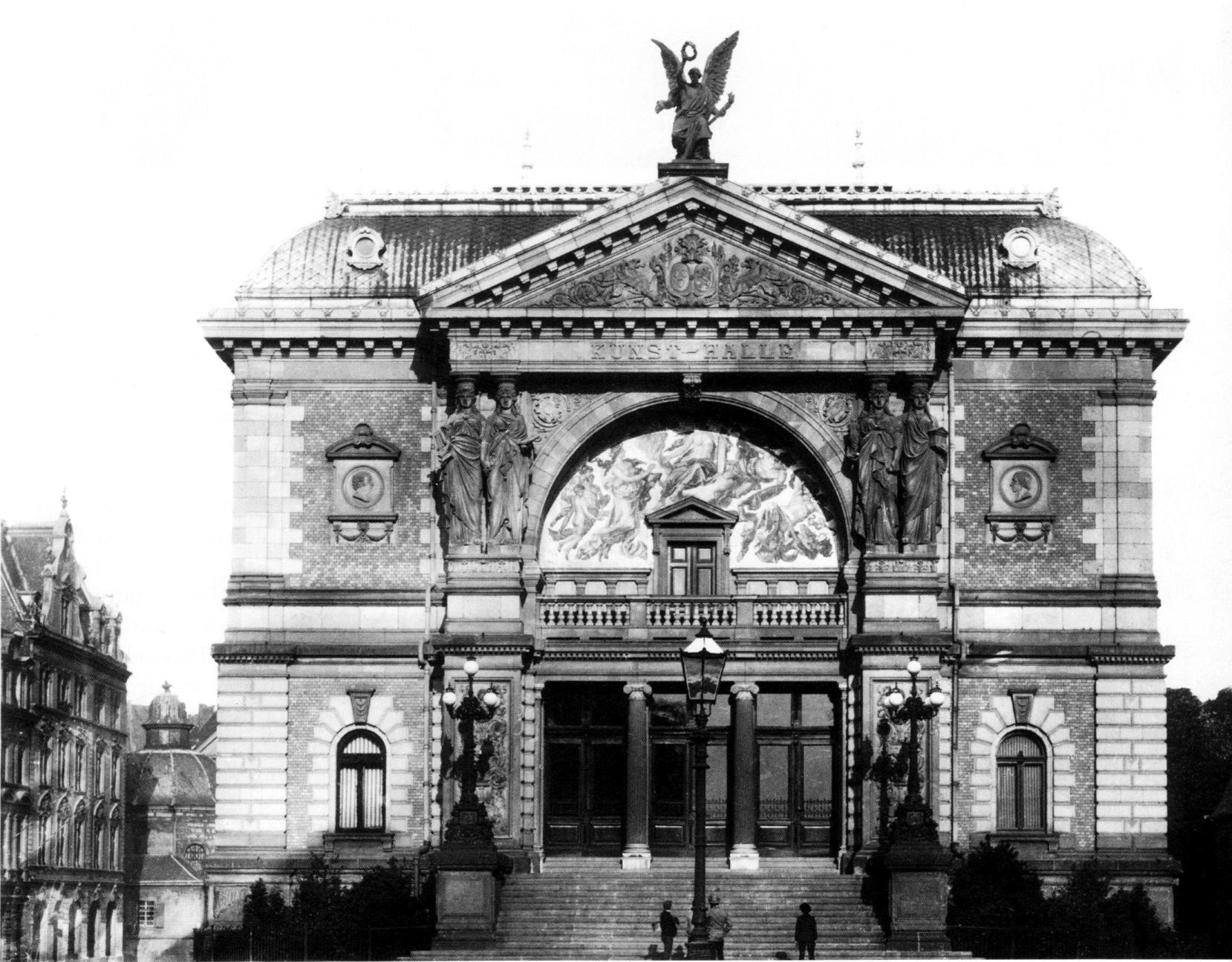
Roeber-Mosaik in der Bogenlünette
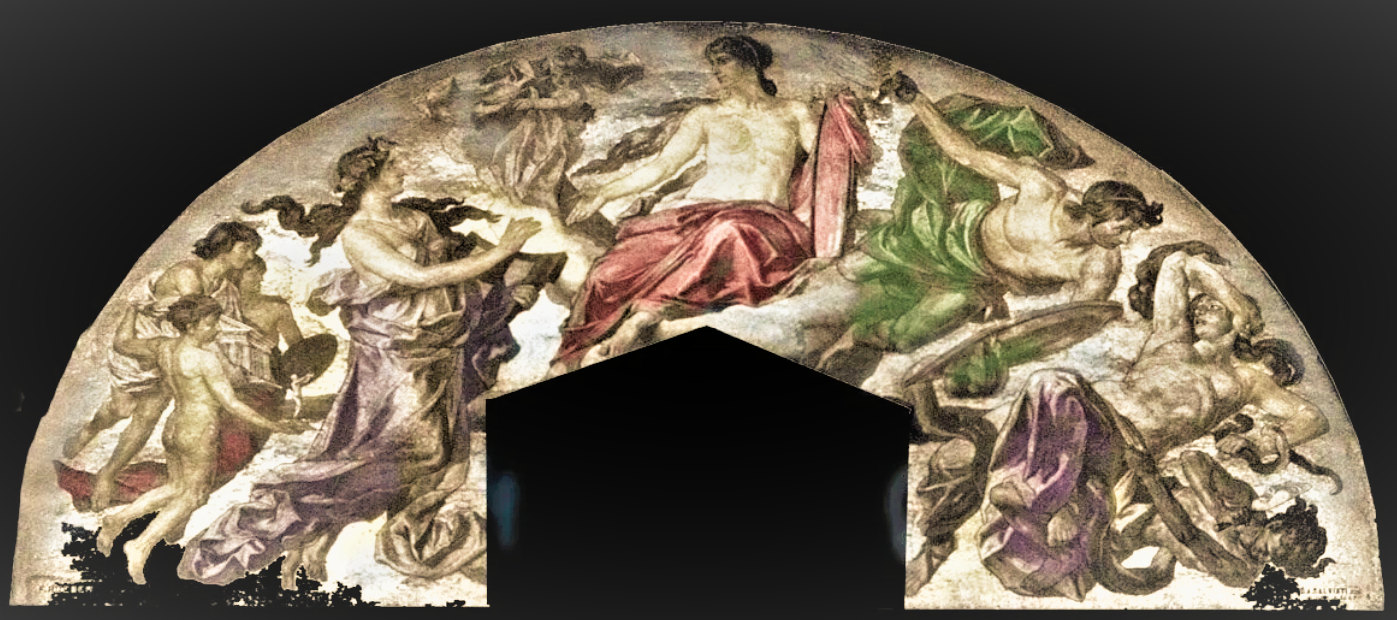
Wandmosaik Veritate Arti von Fritz Roeber (1851–1924), ganz
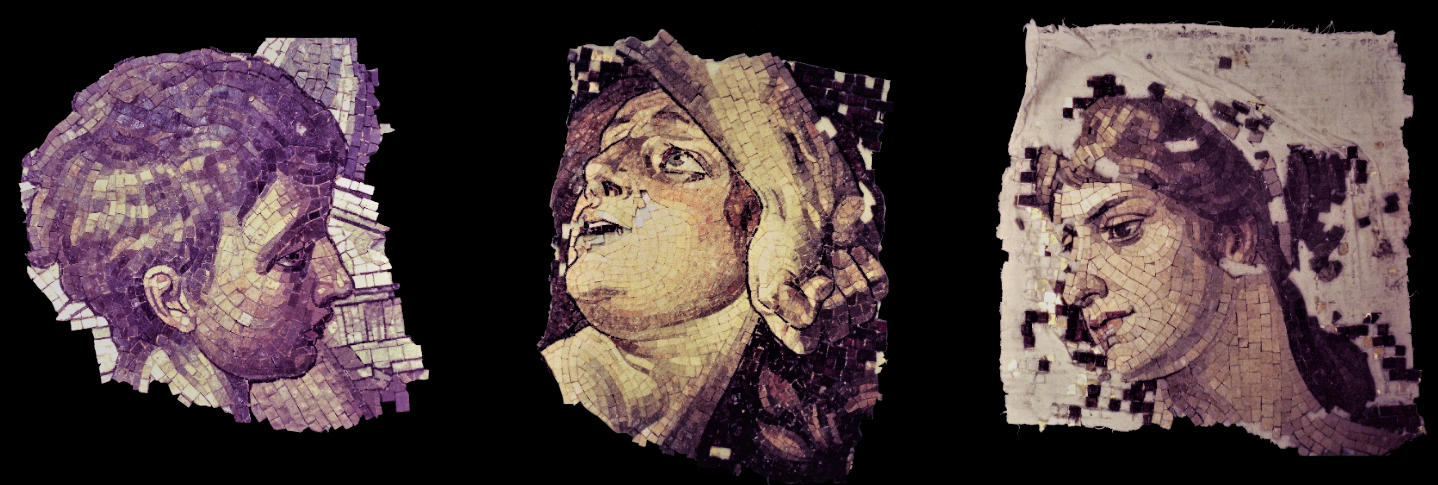
Wandmosaik Veritate Arti von Fritz Roeber, Teile

### Innenarchitektur
Das äußerlich pompöse Gebäude zog wegen des zu groß geratenen und unzweckmäßigen Treppenhauses sowie wegen der zu klein geratenen Ausstellungsräume Kritiken auf sich, die bereits Ende der 1880er Jahre in die Forderung nach dem Bau einer neuen Kunsthalle mündeten. Bis 1906 erhielt das Museum einige Anbauten, vor allem geräumige Oberlichtsäle.

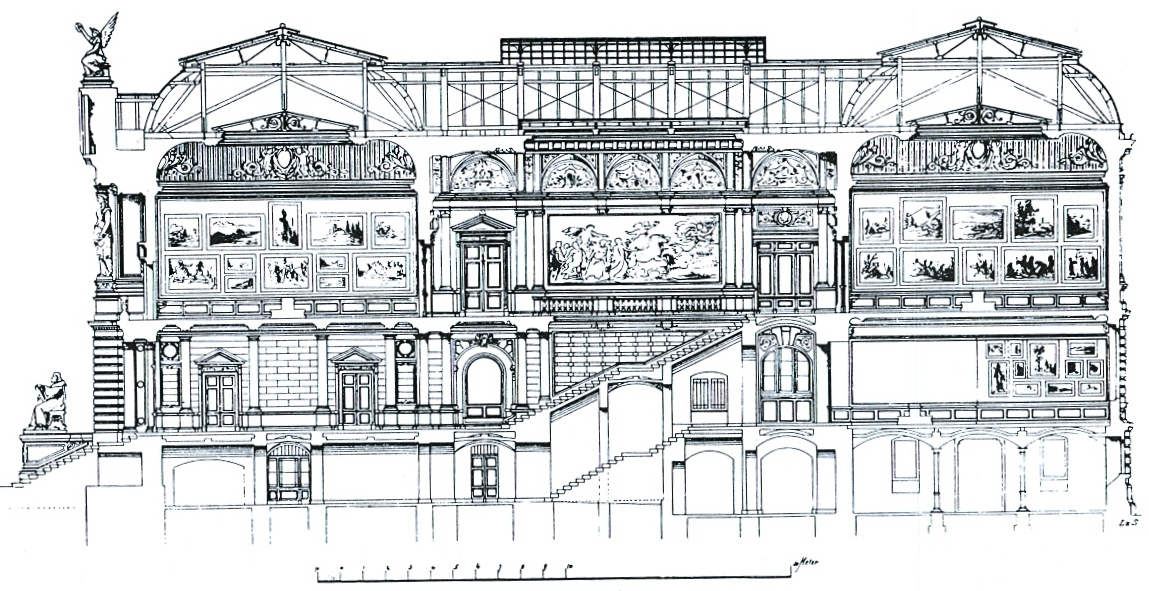
Querschnitt
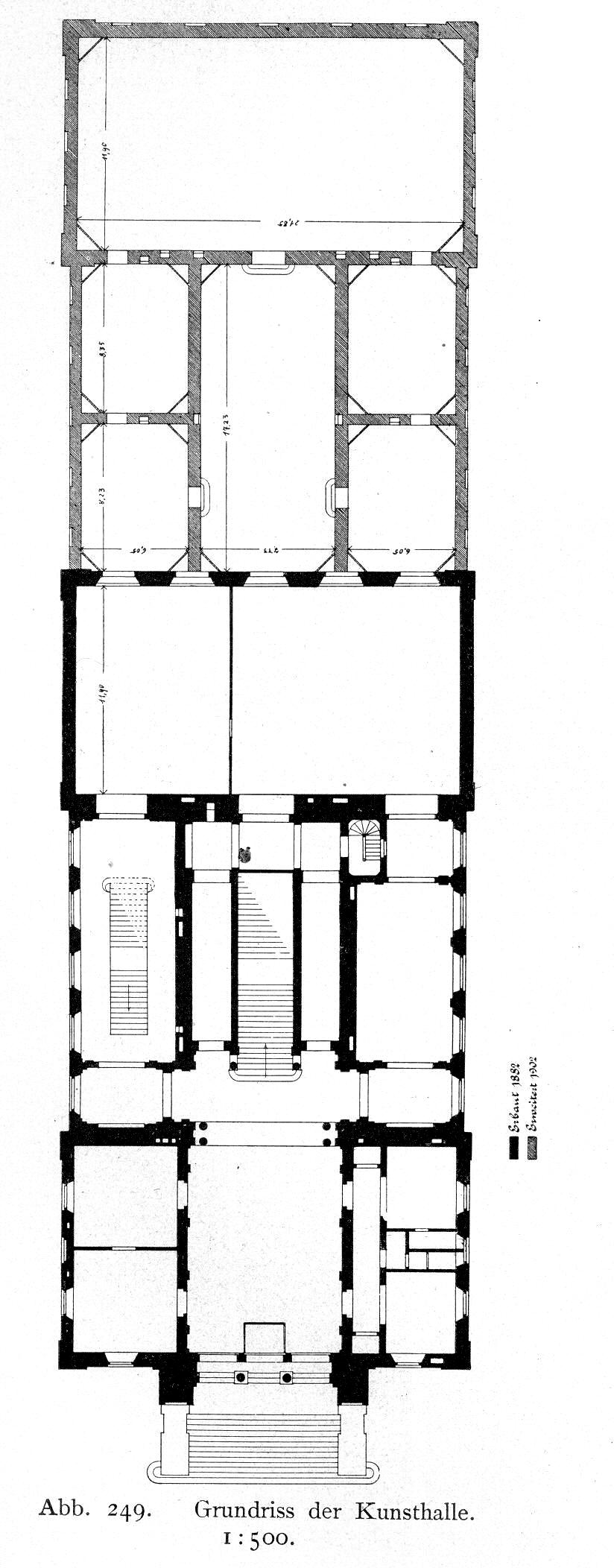
Grundriss Erdgeschoss
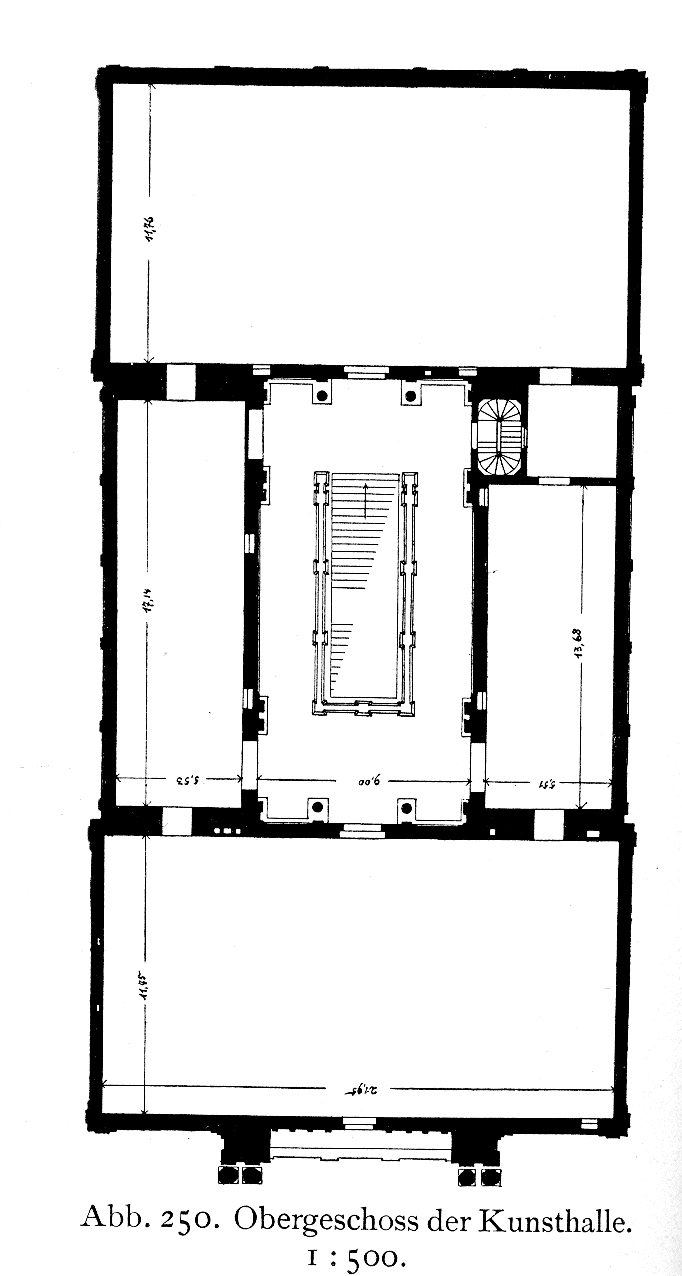
Grundriss Obergeschoss

#### Gehrts-Fresken
Das zentrale Treppenhaus erhielt sechs großformatige allegorische Wandbilder zu den Hauptepochen der Kunstgeschichte Die Schicksale der Kunst im Wandel der Zeit von Carl Gehrts.
Die Treppe hinaufsteigend, befand sich rechts von der Tür, die in die anschließenden Säle führte, das Fresko  Im Anfang. Die Fresken Unter Roms Kaisern und Im Mittelalter befanden sich links und rechts der Tür an der westlichen Stirnwand des Treppenhauses.

Drei der sechs Gemälde des Bilderzyklus „Die Schicksale der Kunst im Wandel der Zeit“
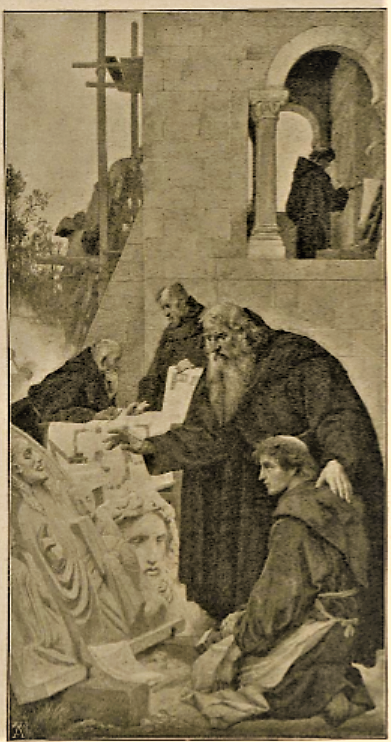
Erhaltene Vorstudie Im Mittelalter
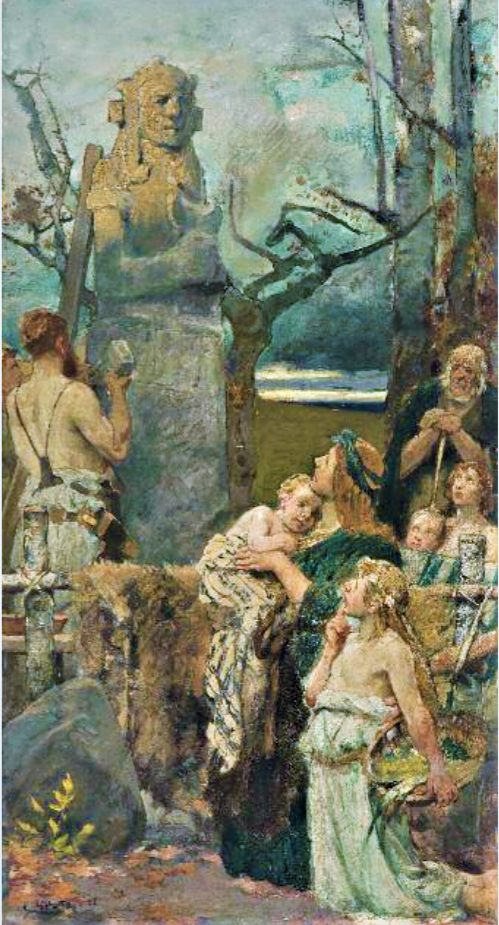
Erhaltene Vorstudie Im Anfang
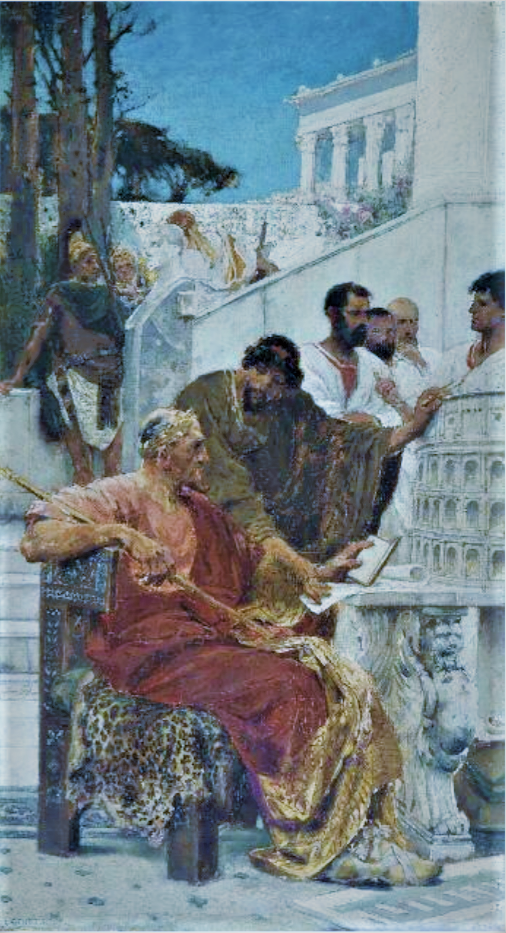
Erhaltene Vorstudie Unter Roms Kaisern

Die beiden Hauptgemälde im Treppenhaus befanden sich an der Längsseite, Die Kunst im Alterthum und Die Kunst in der Renaissance. Sie bildeten die „klassischen Stützpfeiler des akademischen Ideengebäudes“.

Die Kunst im Alterthum
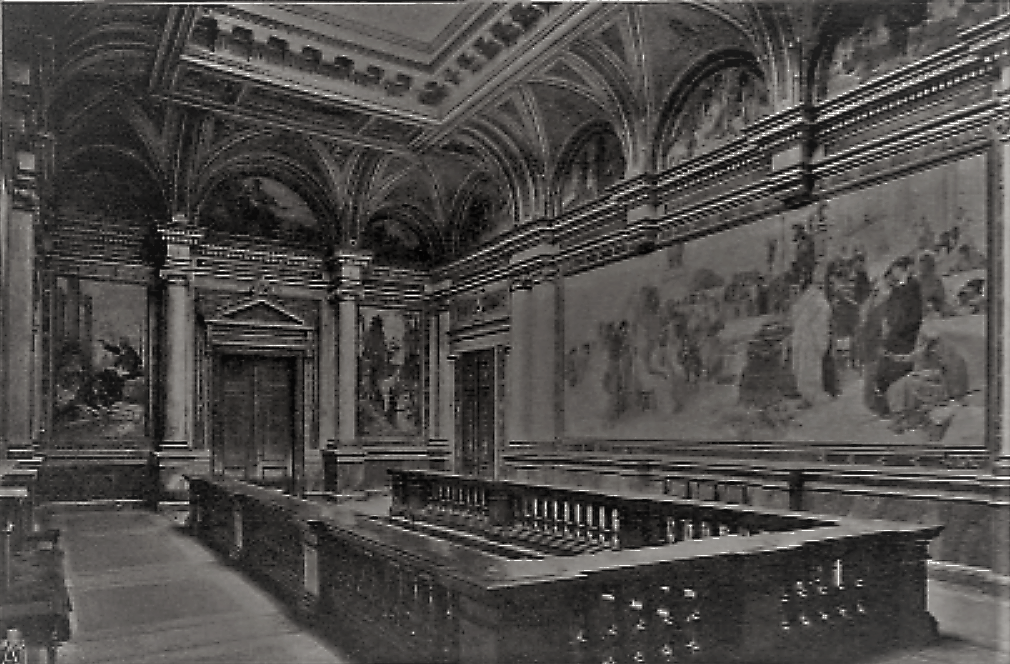
Düsseldorfer Kunsthalle, Treppenhaus, rechts das verschollene Wandgemälde Die Kunst im Alterthum von Carl Gehrts.
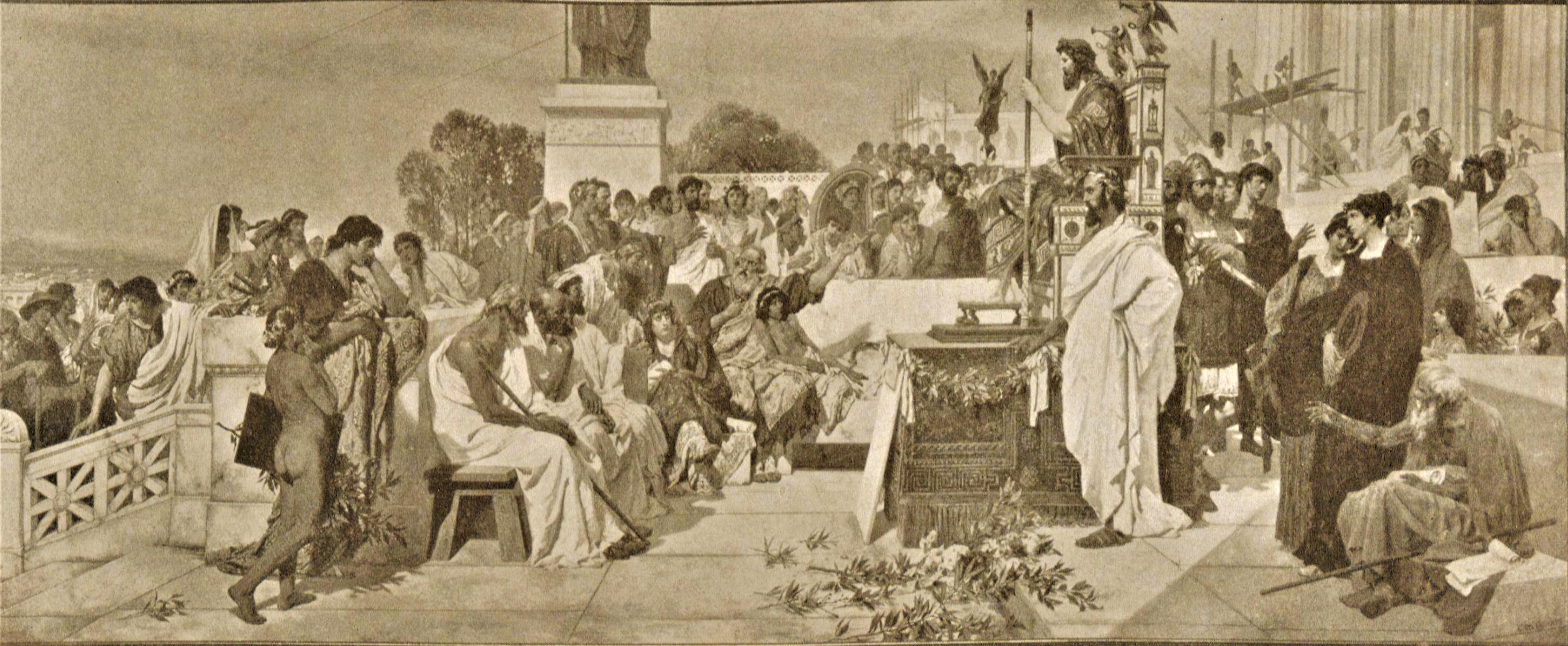
Verschollenes Original Die Kunst im Alterthum.
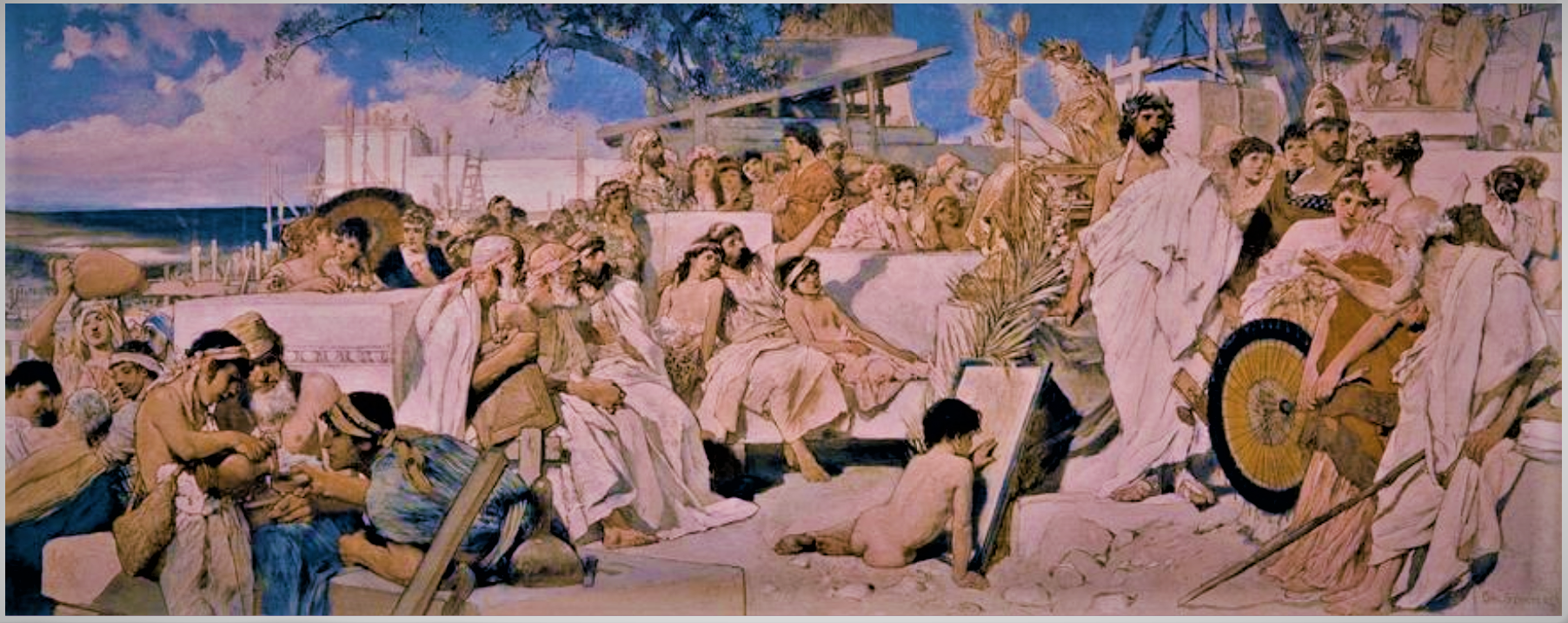
Erhaltene Vorstudie Die Kunst im Alterthum.

Die Kunst in der Renaissance
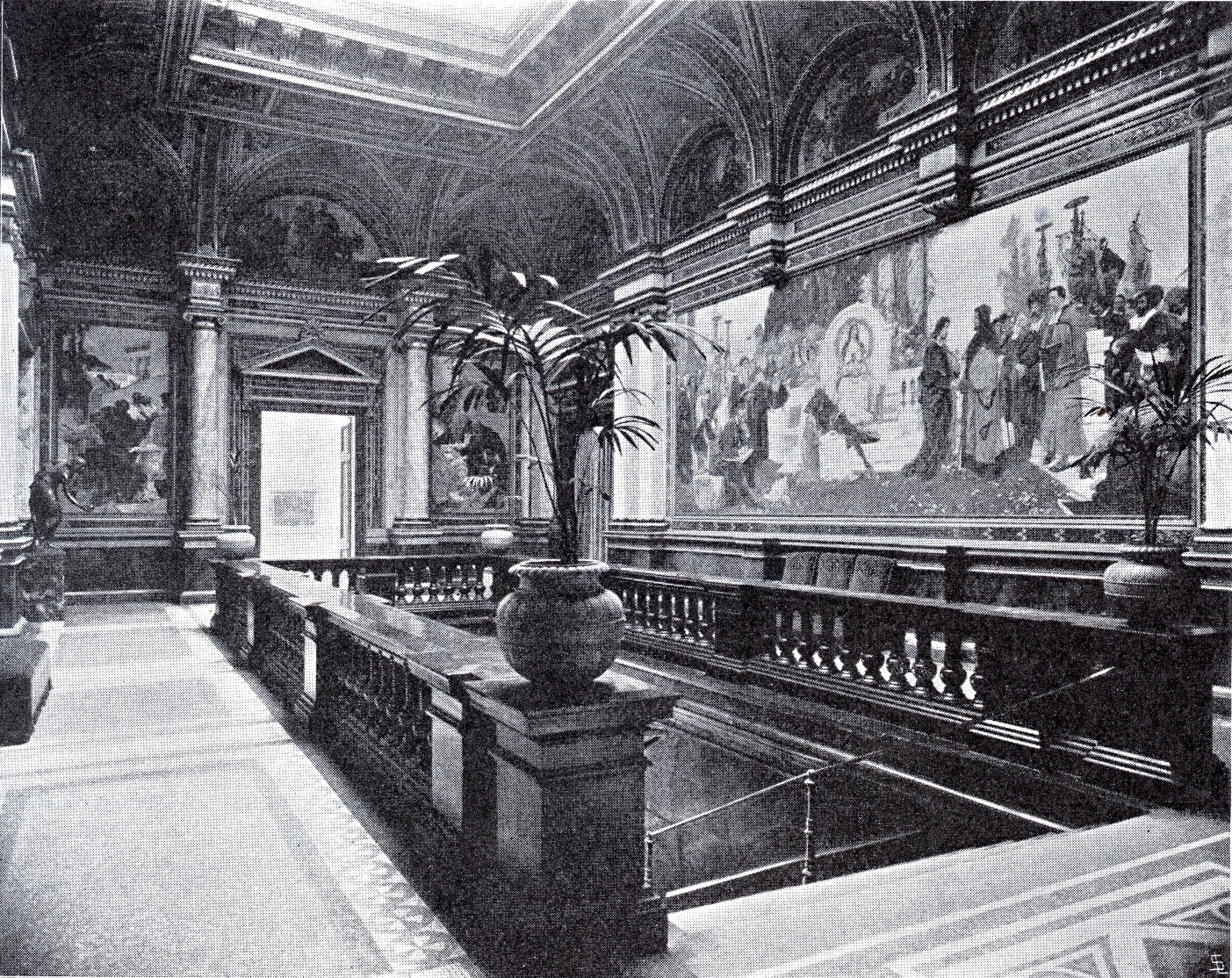
Treppenhaus vor 1904, rechts das verschollene Wandgemälde Die Kunst in der Renaissance von Carl Gehrts
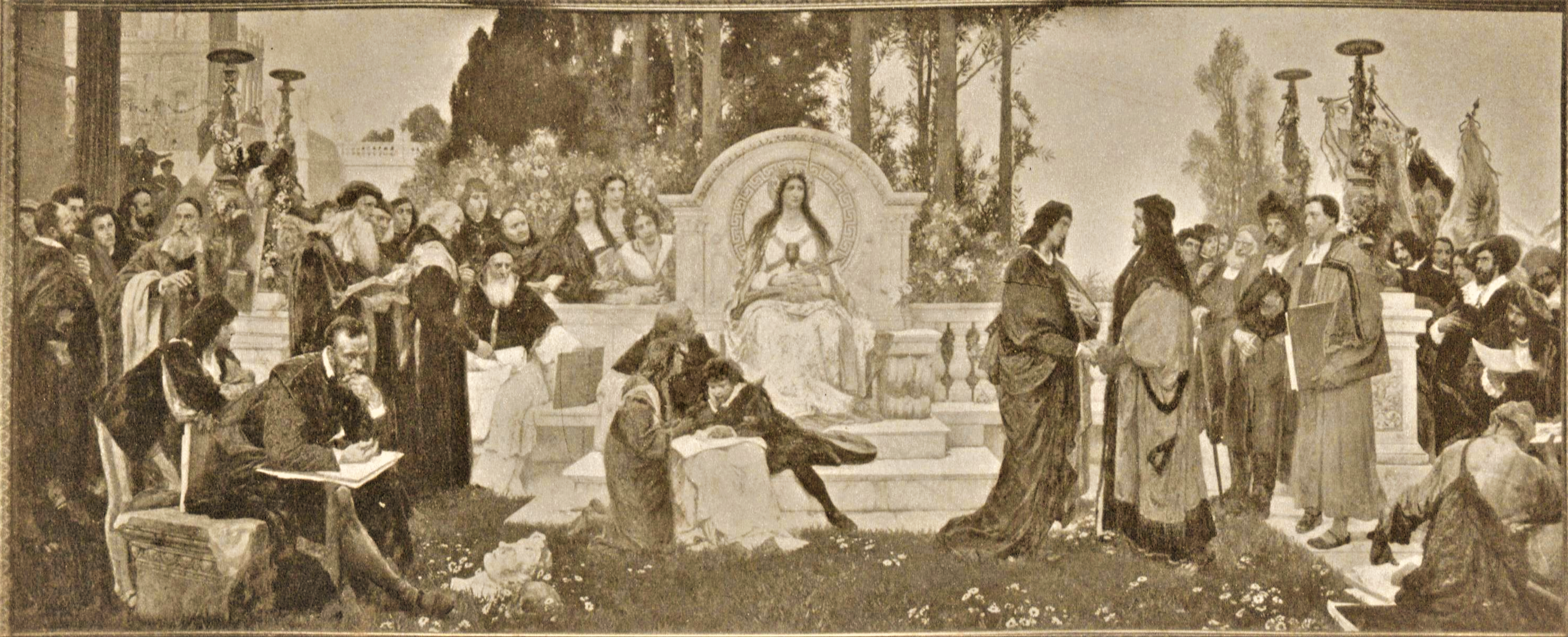
Verschollenes Original Die Kunst in der Renaissance.
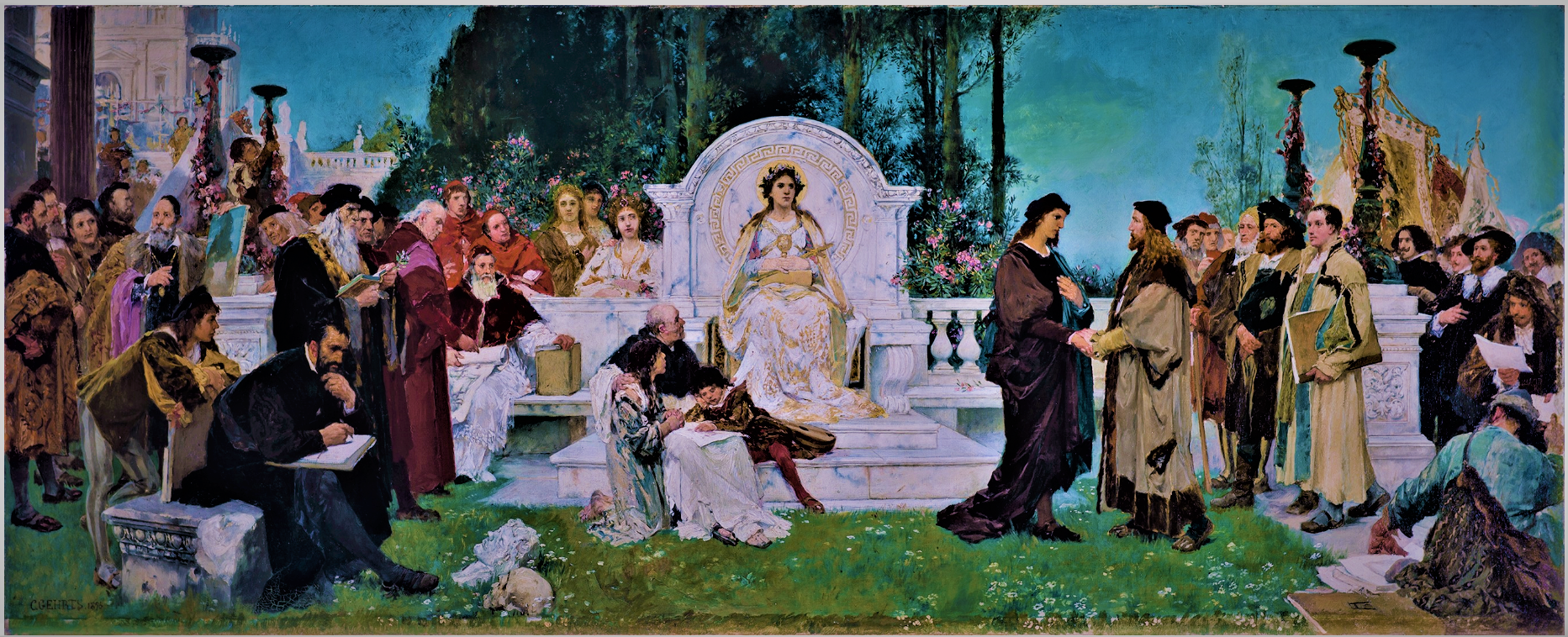
Erhaltene Vorstudie Die Kunst in der Renaissance.

16 von ihm dekorierte Lünetten zeigten das Thema Die Freuden und Leiden des Mägdleins Malerei.
Die „Gehrts-Fresken“ wurden beim Abbruch der notdürftig abgedeckten Ruine im Jahre 1959 professionell aus dem Mauerwerk in den Treppenhäusern herausgefräst. Sie sind bis heute unauffindbar geblieben. In einem Museum in Kronenburg (Eifel) wurden 21 Werke des Malers Carl Gehrts ausgestellt. Es sind Studien zu seinen Wandmalereien im Treppenhaus der 1888 erbauten Düsseldorfer Kunsthalle. Weil das Gebäude in den 1960er Jahren abgerissen wurde, sind die 21 Bilder die letzte Erinnerung an diese Malereien.

## Ausstellungen
Die Kunsthalle gehörte zu den ersten Museen in Deutschland, deren Sammlungen und Ausstellungen überwiegend der Gegenwartskunst gewidmet war.
Von 1883 bis 1920 war der Maler Hermann Carl Hempel Direktor bzw. Geschäftsführer der Kunsthalle.  Besonders in den ersten Jahren nach der Eröffnung 1881 wurden auch Ausstellungen durchgeführt, die nicht die Gegenwartskunst betrafen, zum Beispiel die Ausstellung „Bilder Alter Meister“ vom 5. September bis 7. Oktober 1886, die Werke der Flämischen und Niederländischen Schule vom 17. Jahrhundert von privaten Sammlern am Niederrhein und Westfalen umfasste. Zu den bedeutenden Ausstellungen der Gegenwartskunst, die in der Kunsthalle stattfanden, zählen die Ausstellungen des Sonderbundes der Jahre 1909 und 1911.
Nach dem Ersten Weltkrieg wurde der Maler Carl Murdfield Geschäftsführer der Kunsthalle auf dem Hindenburgwall 11a und es fanden Ausstellungen des Jungen Rheinlands, des Blauen Reiters und der Brücke statt. Die Rheinische Sezession hatte 1930 dort ihre Jahresausstellung.
Ab 1935 übernahm der Maler Fred Kocks die Leitung der Kunsthalle und mit der 1934 gegründeten Gesellschaft zur Förderung der Düsseldorfer bildenden Kunst wurde ein neuer Abschnitt der Ausstellungspolitik ins Leben gerufen. In diese Zeit fiel die von Hans Wilhelm Hupp kuratierte Ausstellung Galerie der Neuzeit, eine kunsthistorisch bedeutende Präsentation moderner Gegenwartskunst, deren bald verflachendes Konzept auf die massive Einflussnahme von Stellen nationalsozialistischer Kulturpolitik zurückging. Eine der bedeutendsten Ausstellungen der Kunsthalle nach dem Zweiten Weltkrieg war Dada: Dokumente einer Bewegung, eine 1958 gemeinsam mit dem Kunstverein für die Rheinlande und Westfalen kuratierte Retrospektive auf den Dadaismus. Das Projekt prägte die rheinische Kunstszene nachhaltig und förderte dort die Entwicklung der Kunstrichtung Fluxus.